# Álvaro Morte
Álvaro Morte, właśc. Álvaro Antonio García Pérez (ur. 23 lutego 1975 w Algeciras) – hiszpański aktor. Wystąpił w roli Sergio Marquiny – „Profesora” w hiszpańskim serialu Dom z papieru.

## Życiorys
Swoją karierę aktorską rozpoczął grając niewielką rolę w hiszpańskim serialu Hospital Central, a następnie w innych krajowych produkcjach. W latach 2017–2021 wcielał się w rolę Profesora (Sergio Marquiny) w serialu Dom z papieru (ang. Money Heist, hiszp. La casa de papel), oryginalnie wyemitowanym przez hiszpańską stację Antena 3, a następnie zakupionym i rozpowszechnianym przez platformę streamingową Netflix. Wraz z serialem telewizyjnym zdobył sławę i uznanie na całym świecie. Jego pierwszą główną rolą w filmie fabularnym była rola Davida Ortiza w dramacie Fatamorgana. W 2019 zagrał rolę Óscara w hiszpańskim serialu telewizyjnym El embarcadero. Oprócz pracy aktorskiej Morte jest właścicielem zespołu teatralnego o nazwie 300 pistolas.

## Życie prywatne
Morte jest dwujęzyczny, mówi po hiszpańsku (ojczysty język) oraz po angielsku. Jest w związku małżeńskim z kastylijską stylistką Blancą Clemente. Mają razem dwójkę dzieci, Julietę oraz Leona (bliźnięta).

## Filmografia

### Filmy
| Rok  | Tytuł                   | Rola          |
| ---- | ----------------------- | ------------- |
| 2003 | Los niños del jardín    | –             |
| 2003 | La guarida del ermitaño | Alberto       |
| 2006 | Ignora                  | –             |
| 2007 | Lola, la película       | Rafael Torres |
| 2011 | Amores ciegos           | Julio         |
| 2013 | Wings                   | –             |
| 2018 | Mirage                  | David Ortiz   |
| 2018 | Smallfoot               | Gwangi        |
| 2022 | Objetos                 | Mario         |

### Seriale
| Rok       | Tytuł                               | Rola                          |
| --------- | ----------------------------------- | ----------------------------- |
| 2002      | Hospital Central                    | Buzo/Bombero                  |
| 2002      | Policías, en el corazón de la calle | –                             |
| 2007-2008 | Planta 25                           | Ray                           |
| 2008      | Aída                                | Jefe Gasolinera               |
| 2009      | ¡A ver si llego!                    | Pablo                         |
| 2009–2010 | Cuénta me como pasó                 | Toño                          |
| 2010      | Las chicas de oro                   | –                             |
| 2012      | Isabel                              | Soldado de Girón              |
| 2012      | La memoria del agua                 | –                             |
| 2012–2013 | Bandolera                           | Adolfo Castillo               |
| 2014      | Bienvenidos al Lolita               | –                             |
| 2014      | El Príncipe                         | –                             |
| 2014      | Víctor Ros                          | Donato Vergel                 |
| 2014      | Amar en tiempos revueltos           | Gabriel Areta                 |
| 2014-2017 | El secreto de Puente Viejo          | Lucas Moliner                 |
| od 2017   | Dom z papieru                       | Sergio „El Profesor” Marquina |
| 2019      | El embarcadero                      | Óscar                         |